# Backomyia seminoensis
Backomyia seminoensis är en tvåvingeart som beskrevs av Lavigne 1971. Backomyia seminoensis ingår i släktet Backomyia och familjen rovflugor. Inga underarter finns listade i Catalogue of Life.